# Vapor Barato
"Vapor Barato" é uma canção composta por Jards Macalé e Waly Salomão. A canção ficou conhecida na voz da cantora Gal Costa, tornando-se uma das mais representativas de sua carreira.

## Descrição
"Vapor Barato" foi gravada e lançada em um compacto duplo em 1971 pela Philips (Gal, EP, 7", Philips - 6245 004). No mesmo ano apareceu na turnê Fatal, uma série de concertos que a cantora baiana realizou no Teatro Tereza Raquel, no Rio de Janeiro e que deu origem ao álbum Fa-Tal - Gal A Todo Vapor, de 1971.
Em 1996, o cineasta brasileiro Walter Salles utilizou a canção na trilha sonora do filme Terra Estrangeira. A música também foi usada como tema da minissérie O Canto da Sereia, de 2013 e do seriado Os Experientes, de 2015,  ambos exibidos pela Rede Globo. Em 2016, o cantor americano Frank Ocean incluiu um sample da versão de Gal Costa na faixa "Ambience 002: Honeybaby" do álbum visual "Endless".
Em 6 de dezembro de 2023, a cantora Marina Sena lançou uma versão ao vivo da faixa em todas as plataformas digitais em homenagem a Gal Costa dentro do EP "Marina Sena - City Sessions (Amazon Music Live)".

## Regravações
Em 1996, o grupo carioca O Rappa regravou a canção para o disco Rappa Mundi de 1996 e a canção fez sucesso novamente.
Em 2005, Daniela Mercury regravou a canção em Clássica, seu terceiro álbum gravado ao vivo.
Zeca Baleiro escreveu a canção À Flor da Pele, inspirada em Vapor Barato. A canção chegou aos ouvidos de Gal Costa que, surpreendida com o timbre vocal e o novo arranjo da música, convida Zeca Baleiro para o seu álbum Acústico MTV, gravado em 1997.

## Prêmios e indicações
| Ano  | Prêmio                 | Versão        | Categoria            | Resultado |
| ---- | ---------------------- | ------------- | -------------------- | --------- |
| 1998 | MTV Video Music Brasil | O Rappa       | Escolha da Audiência | Indicado  |
| 1998 | MTV Video Music Brasil | Vulgue Tostoi | Democlipe            | Indicado  |

## Desempenho nas tabelas musicais
| Chart (1995)  | Posição |
| ------------- | ------- |
| Brazil (ABPD) | 1       |